# Nebulosa da Aranha Vermelha
NGC 6537 é uma nebulosa planetária na constelação de Sagitário cerca de 3000 anos luz da Terra. É conhecida também com o nome de Nebulosa da Aranha Vermelha
NGC 6537 é uma nebulosa com dois lóbulos simétricos, originados pela atração gravitacional de uma anã branca e uma estrela acompanhante, ambas as invisíveis na imagem obtida com o Telescópio Espacial Hubble. Emitem uma enorme quantidade de raios X que não é observada, ao ficar fora do espectro visível.
A anã branca central, remanescente compacto da estrela original, gera um forte vento estelar muito quente (~10 000 K) com uma velocidade de 2500-4000 km/s, que gerou ondas com picos de 100 000 milhões de quilômetros de longo. Estas ondas são originadas por choques supersônicos, formados quando o gás é comprimido e esquentado pelos lóbulos expandindo-se a grande velocidade. Os átomos capturados nestas colisões emitem a luz mostrada na imagem. Com uma temperatura estimada de pelo menos 500 000 K, é uma das estrelas mais quentes conhecidas.